# 피터와 늑대 (2006년 영화)
피터와 늑대(Peter & The Wolf)는 폴란드에서 제작된 수지 템플리턴 감독의 2006년 애니메이션 영화이다. 휴 웰치맨 등이 제작에 참여하였다.
제80회 아카데미상 시상식에서 아카데미 단편 애니메이션상을 수상했다.

## 제작진
- 공동제작: 지그뉴 즈무드즈키